# Mercedes-Benz
Mercedes-Benz je njemački proizvođač luksuznih automobila. Dio je koncerna Daimler AG. Prvotni naziv tvrtke bio je Daimler-Benz, a razgovorno se najčešće naziva Mercedes. Osim automobila Mercedes-Benz proizvodi i autobuse, kamione, te dostavna vozila.

## Povijest Mercedesa
Počeci tvrtke sežu u osamdesete godine 19. stoljeća, kada su Gottlieb Daimler i Carl Benz neovisno izumili automobile pokretane motorima s unutarnjim izgaranjem. Daimler je radio zajedno s Wilhelmom Maybachom, s kojim je izumio i četverotaktni motor, u Cannstattu pokraj Stuttgarta dok je Benz svoju radionicu imao u Mannheimu, te ne postoji zapis da su se oba izumitelja ikad upoznala.
Naziv Mercedes potječe iz 1900. godine kada je austrijsko-mađarski diplomat i trgovac automobilima Emil Jellinek od Daimlerove tvrtke naručio 36 automobila po cijeni od 550.000 maraka, te zatražio da se ih nazove po njegovoj kćeri Mercedes Jellinek. 1902. ime Mercedes je zaštićeno kao naziv marke dok je trokraka zvijezda, koja simbolizira Daimlerovu ideju o proizvodnji prometala za promet zemljom, zrakom i vodom, kao zaštitni znak uvedena 1909., te se od 1910. njome označuju svi proizvodi tvrtke. 
1926. Daimlerova i Benzova tvrtka se ujedinjuju u tvrtku nazvanu Daimler-Benz AG iz čega nastaje današnji naziv Mercedes-Benz.
Dok se fokusirala na proizvodnju kopnenih vozila, tvrtka je proizvodila i motore za glisere, te vojne i civilne zrakoplove, pa čak i cepeline.
Iako najpoznatija po luksuznim limuzinama, tvrtka je razvila i brojne sportske automobile kao što su kompresorskim motorom pokretan SSK iz 1929. kojeg je razvio Ferdinand Porsche prije nego što je osnovao vlastitu tvrtku, te 300 SL, koji je 1954. započeo niz sportskih modela SL-klase.

## Aktualni modeli
| Proizvodnja | Tip                                   | Slika |
| od 2013.    | Mercedes-Benz A-klasa (W176)          |       |
| od 2012.    | Mercedes-Benz B-klasa (W246)          |       |
| od 2014.    | Mercedes-Benz C-klasa (W205)          |       |
| od 2013.    | Mercedes-Benz CLA-klasa (W117)        |       |
| od 2011.    | Mercedes-Benz CLS-klasa (W218)        |       |
| od 2009.    | Mercedes-Benz E-klasa (W212 / C207)   |       |
| od 1989.    | Mercedes-Benz G-klasa (W463)          |       |
| od 2006.    | Mercedes-Benz GL-klasa (X166)         |       |
| od 2013.    | Mercedes-Benz GLA-klasa (X156)        |       |
| od 2015.    | Mercedes-Benz GLC-klasa (X253)        |       |
| od 2015.    | Mercedes-Benz GLE-klasa (W166 / C292) |       |
| od 2013.    | Mercedes-Benz S-klasa (W222 / C217)   |       |
| od 2012.    | Mercedes-Benz SL-klasa (R231)         |       |
| od 2011.    | Mercedes-Benz SLK-klasa (R172)        |       |
| od 2014.    | Mercedes-AMG GT (C190)                |       |
| od 2014.    | Mercedes-Benz V-klasa (W447)          |       |
| od 2012.    | Mercedes-Benz Citan (W415)            |       |
| od 2006.    | Mercedes-Benz Sprinter (W906)         |       |

## Vanjske poveznice
- Mercedes-Benz Hrvatska
- Mercedes klub Hrvatska  Arhivirana inačica izvorne stranice od 19. kolovoza 2019. (Wayback Machine)